# Віхров Костянтин Львович
Костянтин Львович Віхров (рос. Константин Львович Вихров; 27 березня 1937, Київ) — радянський футболіст, футбольний арбітр, педагог і функціонер. Суддя всесоюзної категорії (1971). Увійшов до списку 10 найкращих футбольних суддів СРСР 1976 року. Заслужений працівник фізичної культури і спорту (2002). Судив матчі чемпіонату СРСР, відбіркові матчі чемпіонатів світу, Європи та Олімпійських ігор. У період з 2007 по 2012 — технічний директор Федерації футболу України. Доктор філософії, професор.
Широке визнання отримав завдяки розробці методичних посібників з футболу для професіональних тренерів та арбітрів. Куратор перекладу Правил гри у футбол ФІФА російською та українською мовами.

## Біографія
У футбол почав грати в київській команді «Трудові резерви» у 1951—1960 (Тренери Михайло Чирко і Василь Годничак).

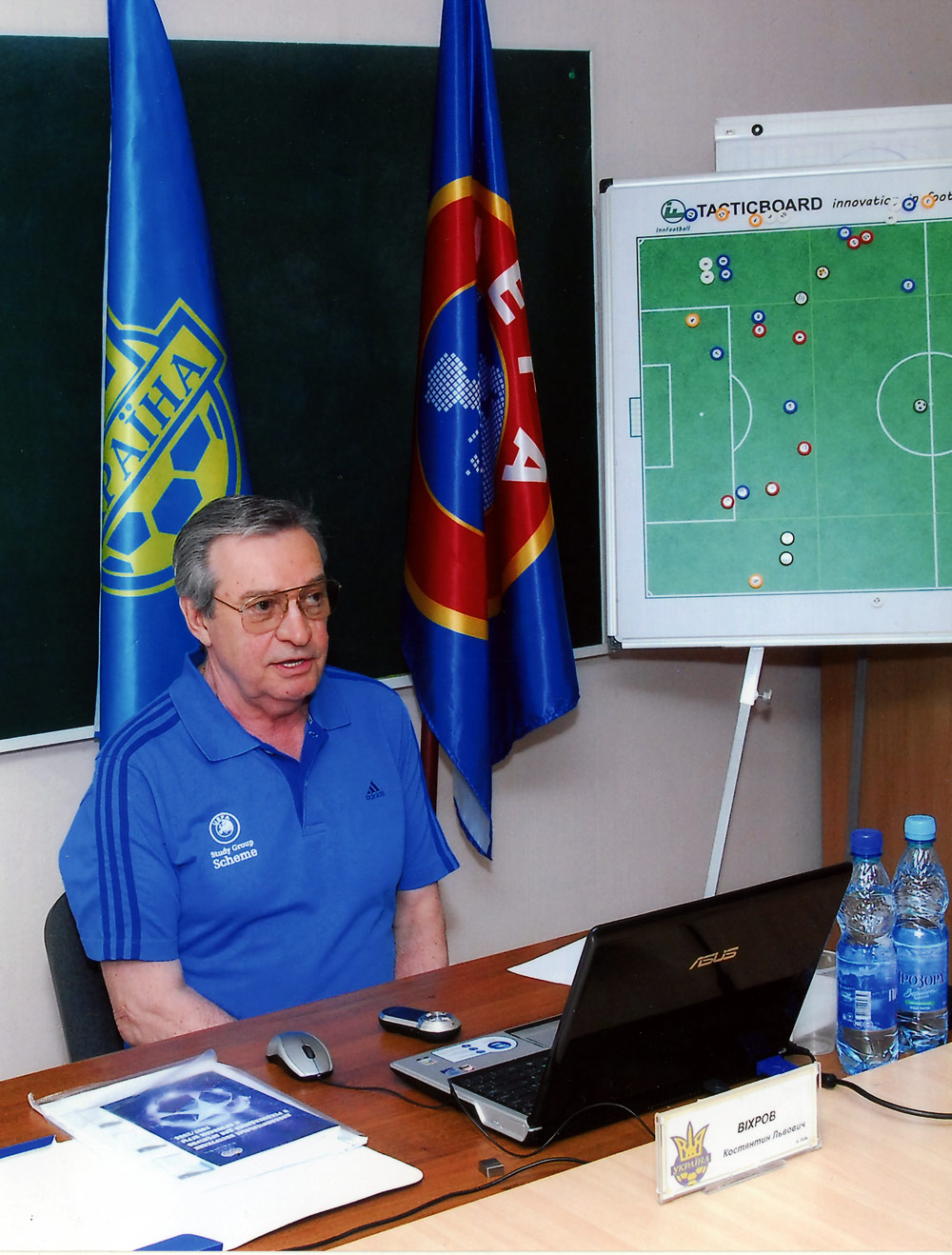
Костянтин Віхров під час лекції для слухачів Центру ліцензування ФФУ. Київ. 2004.

З 1960 по 1963 виступав за клуб «Локомотив» Київ (Тренери Микола Балакін і Василь Сухарєв). У 1964 році закінчив Київський державний інститут фізичної культури і спорту (КДІФКіС). Судити футбольні матчі розпочав у 1962 році (першість Києва та УРСР), а з 1965 по 1986 — матчі вищої ліги чемпіонату СРСР як арбітр та асистент арбітра. На міжнародній арені проводив відбіркові матчі чемпіонатів світу і Європи, Олімпійських ігор, розіграшів Кубків УЄФА у 1974—1985.
Наставники з оволодінню майстерністю арбітражу — Олександр Мугурдумов і Микола Балакін (обидва — Київ), Микола Латишев і Сергій Алімов (обидва — Москва). Обирався головою Федерації футболу Всеукраїнського добровільного фізкультурно-спортивного товариства (ВДФСО) профспілок України в 1985—1991 рр.

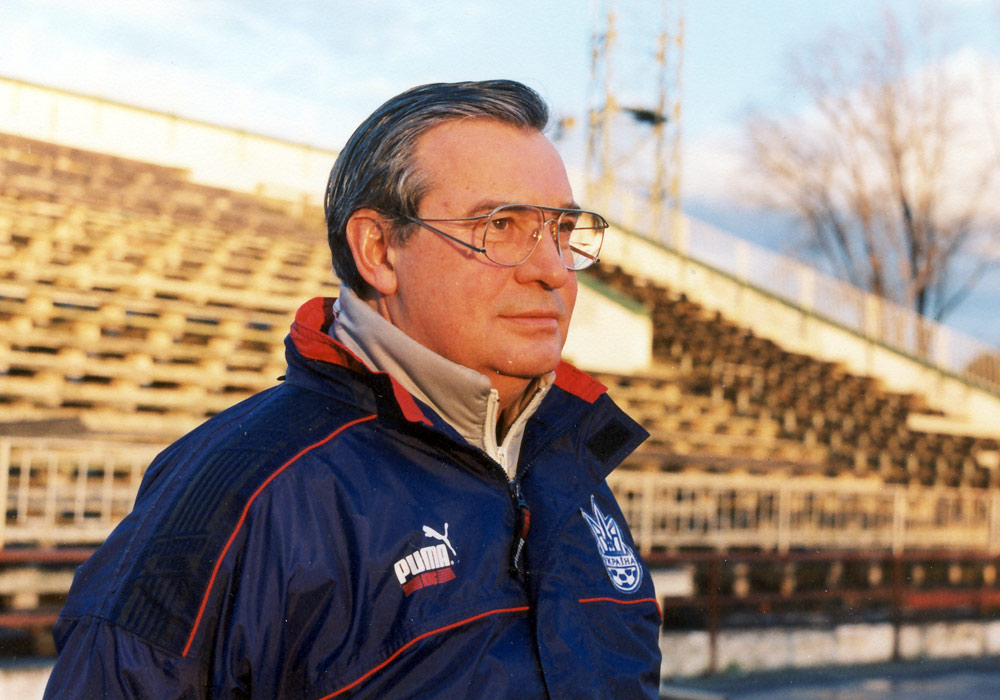
Костянтин Віхров делегат ФФУ на одному з матчів української прем'єр-ліги. 2007

У 1967—1998 викладач кафедри футболу Київського інституту фізичної культури і спорту. Офіційний делегат Федерації футболу України в 1988—2008, інспектор Федерації футболу СРСР у 1990—1991. Офіційний делегат УЄФА в 1993—2008. З 1973 по 2007 член Виконавчого комітету Федерації футболу України. Член Президії Всесоюзної колегії суддів Федерації футболу СРСР з 1976 по 1981. Голова Колегії суддів ФФУ у 1971—1973. Президент Асоціації футбольних арбітрів України з 1991 по 1998. Член Бюро Професійної футбольної ліги України з 1996 по 2008. Голова Експертної комісії Федерації футболу України з 2002 по 2010.
Стояв біля витоків створення Технічного комітету ФФУ, який очолював з 1998 по 2007. Читав лекції з теорії і методики футболу на міжнародних курсах підвищення кваліфікації фахівців футболу за програмами ФІФА і УЄФА в Туреччині (1992), Словаччини (1993—1995), Німеччини (1994), Чехії (1996), Росії (1991, 1996, 1999), Австрії (1995), США (1996) і Румунії (1994). Виступав з доповідями на міжнародних Конференціях УЄФА (1995, 1996, 2002, 2004, 2006, 2007, 2012).

## Досягнення
- Брав участь у XXII Олімпійських іграх 1980 року в Москві як суддя-секретар та помічник судді.
- Переможець Всесоюзного конкурсу «Олімпійський арбітр СРСР» 1979.
- Входив у число 10-ти кращих" суддів в СРСР за підсумками 1976, а також кращих суддів в УРСР у 1970—1972, 1975—1979, 1981—1984. Нагороджений знаком Колегії футбольних арбітрів та інспекторів р. Києва «1000 матчів за кар'єру».
- У 1972—1980 — тренер збірної команди Київського інституту фізичної культури. Три рази за цей період команда ставала чемпіоном ЦР ДСТ «Буревісник», два рази призером, два рази вигравала Кубок.
- Підготував 160 публікацій: 29 наукового та 131 — навчально-методичного характеру.[4]

### Нагороджений
- Медаль СРСР «За доблесну працю» (1970)
- Золотий знак ФІФА (1980)
- Золота і срібна медаль Федерації футболу СРСР (1982)
- Нагороджений вищими суддівськими нагородами Федерації футболу СРСР і України.
- Медаль СРСР «В пам'ять 1500-річчя Києва» (1982)
- Медаль СРСР «Ветеран праці» (1987)
- Медалль Федерації футболу України «За заслуги» (2004)
- Орден «За заслуги III ступеня» (2004)
- Орден «Святого Юрія Переможця» (2013)[4]

## Книги
Автор 18 книг і посібників з футболу:
- Вихров К. Л., Лоос В. Г. «Упражнения для тренировки внимания судьи» — М.: Спорткомитет СССР, 1978. — 11 с.
- Вихров К. Л., Лоос В. Г. «Рекомендации по психологической подготовке судьи» — М.: Спорткомитет СССР, 1979. — 8 с.
- К. Л. Вихров «Змагання з футболу» — К.: «Здоров, я», 1981.—112 с.
- К. Л. Вихров «Игры в тренировке футболистов» — К.: «Здоров, я», 1983. — 96 с.
- К.Вихров «Знакомство с футболом» — К.: «Реклама», 1983. — 80 с.[5]
- К. Л. Вихров «Подготовка футбольного арбитра» — К.:Здоровья", 1987.—200 с.
- К. Л. Вихров «Футбол в школе» — К.: «Радянська школа» 1990.—200 с.
- К. Л. Вихров «Футбольный арбитр Украины» — К.: ФФУ, 1995.—112 с.
- Константин Вихров «В помощь футбольному арбитру» — К.: ФФУ, 1997. — 29 с.
- К. Л.Віхров «Футбольний арбітр Украины» — К.: ФФУ, 1997. — 76 с.
- К.Вихров «Правила игры». Пособие по программированному обучению — К.: ФФУ, 1999. — 91 с.
- К.Вихров «Хорошо ли вы знаете правила?» — К.: ФФУ, 1999. — 52 с.
- К.Вихров, А.Дяченко «Буклет делегата Федерации футбола Украины» — К.: ФФУ, 2000. — 70 с.
- К, Вихров «Физическая подготовка юных футболистов» — К.: ФФУ, 2000. — 44 с.
- К.Вихров, В.Догадайло «Педагогический контроль в процессе подготовки» — К.: ФФУ, 2000. — 66 с.
- К. Л.Віхров «Футбол у школі» — К.: «КОМБИ ЛТД», 2002.—256 с.
- К.Вихров, А.Дулипский «Разминка футболистов» — К.: «КОМБИ ЛТД», 2005.—192 с.
- Константин Вихров «Компаньон футбольного арбитра» — К.: «КОМБИ ЛТД», 2006.—360 с.[6].